# انفجارات كوندوغا 2019
انفجارات كوندوغا 2019 فجر ثلاثة انتحاريين مساء يوم 16 يونيو 2019 عبوات ناسفة في قرية كوندوغا بولاية بورنو بنيجيريا، مما أسفر عن مقتل 30 شخصًا وإصابة أكثر من 40 شخصًا. استهدفت القاذفة الأولى مشجعي كرة القدم الذين كانوا يشاهدون مباراة على شاشة التلفزيون في الصالة. وتم منعه من دخول القاعة من قبل المالك قبل التفجير. تبع ذلك مشادة محتدمة قام خلالها المهاجم بتفجير متفجراته. كان هذا الهجوم هو الأكثر تفجيرًا انتحاريًا في نيجيريا في عام 2019. بعد فترة وجيزة فجر الاثنان الآخران وكلاهما أنثتان نفسيهما في مكان قريب.
كانت كوندوغا قد تعرضت لهجمات سابقة، بما في ذلك مذابح في يناير 2014 وفبراير 2014، وتفجير انتحاري ثلاثي في فبراير 2018 وتفجير انتحاري في مسجد في يوليو 2018.
في 27 يوليو 2019 تعرضت مجموعة عائدة من جنازة في نجانزاي بولاية بورنو لإطلاق نار جماعي. قتل ما لا يقل عن 65 شخصا. ولم تعلن أي جهة مسؤوليتها عن ذلك، لكن جماعة بوكو حرام ترتكب مذابح في أغلب الأحيان في بورنو.

## المسئولية
لم تعلن أي جهة مسؤوليتها عن الهجوم، رغم أن هجوم كوندوغا كان يحمل بصمات بوكو حرام. تقع إحدى قواعد المجموعة في منطقة مايدوجوري القريبة.